# Madison Avenue
Madison Avenue è un ampio viale in direzione nord-sud nell'East Side del borough newyorkese di Manhattan. Il traffico sulla strada scorre a senso unico verso nord dalla Madison Square (alla 23ª strada) al Madison Avenue Bridge alla 138ª strada. Madison Avenue attraversa Midtown, l'Upper East Side (inclusa Carnegie Hill), Spanish Harlem e Harlem.
La strada prende nome da Madison Square, che a sua volta è stata battezzata in onore di James Madison, quarto presidente degli Stati Uniti d'America.
Sin dagli anni venti il nome della strada è sinonimo dell'industria della pubblicità perché vi hanno avuto sede tutte le più importanti agenzie pubblicitarie americane.